# 第66回国民体育大会
東日本大震災復興支援 第66回国民体育大会（ひがしにほんだいしんさいふっこうしえん だい66かいこくみんたいいくたいかい）は、2011年（平成23年）に青森県と秋田県で冬季大会が、山口県で本大会が開催された国民体育大会。本大会の愛称は「おいでませ！山口国体」（おいでませ！ やまぐちこくたい）。

## 概要

### 本大会
2008年7月9日の日本体育協会理事会で開催が正式決定した。山口県で国民体育大会が開催されるのは1963年の山口国体以来48年ぶり。
キャッチフレーズは「君の一生けんめいに会いたい」。愛称「おいでませ！」は山口弁で「いらっしゃいませ！」の意味 で、公募により決定した。
会期は2011年10月1日から11日までの11日間。維新百年記念公園陸上競技場（山口市）を主会場に、山口県下全域（田布施町・平生町・阿武町はデモンストレーション競技のみ）で開催される。水泳（飛込競技）・ライフル射撃（CPを除く全種別）は現時点での施設等の不備もあって山口県外で開催された。また、水泳・体操・クレー射撃は競技全体のシーズンの関係等もあり、会期前競技として9月7日から9月15日までの間に行われた。
同年3月11日に発生した東日本大震災を受け、山口県は4月27日に本大会の冠称として「東日本大震災復興支援」を付すことと、合言葉として「たちあがれ!東北　がんばろう!日本」の言葉が加えることを提案、日本体育協会でも了承された。この大会では、山口県から同震災で被害の大きかった岩手県・宮城県・福島県と仙台市の各体育協会に参加支援金を送ったほか、一部競技団体の練習招待、被災地の子どもたちの招待事業などが行われている。

## マスコット

### 本大会
- ちょるる
2007年10月14日に発表（2008年3月18日に愛称決定）。頭の部分は「山」、顔の部分は「口」の文字をモチーフとしたデザイン。愛称は山口弁の語尾に多用される「～ちょる」（～している）をアレンジしたもの[3]。

## 冬季大会
第66回国民体育大会冬季大会は、スケート競技及びアイスホッケー競技が青森県（八戸市、三沢市及び南部町）で、スキー競技が秋田県鹿角市・花輪スキー場で開催された。

### スケート競技会・アイスホッケー競技会
第66回国民体育大会冬季大会スケート競技会・アイスホッケー競技会は、1月26日から1月30日を会期として開催された。テーマは「結集!はちのへ国体」。スローガンは「縄文の里に　結ぶ友情　競う技」。

#### 実施競技・会場一覧
| 競技名                 | 競技名                   | 競技名               | 会場地               | 会場                   |
| ---------------------- | ------------------------ | -------------------- | -------------------- | ---------------------- |
| スケート               | スピード（詳細）         |                      | 八戸市               | 長根公園スケートリンク |
| スケート               | ショートトラック（詳細） |                      | 三沢市               | 三沢アイスアリーナ     |
| スケート               | フィギュア（詳細）       |                      | 三沢市               | 三沢アイスアリーナ     |
| アイスホッケー（詳細） | アイスホッケー（詳細）   |                      | 八戸市               | 新井田インドアリンク   |
| アイスホッケー（詳細） | アイスホッケー（詳細）   | 南部山アイスアリーナ | 八戸市               |                        |
| アイスホッケー（詳細） | アイスホッケー（詳細）   | 南部町               | ふくちアイスアリーナ |                        |

### スキー競技会
第66回国民体育大会冬季大会スキー競技会は、2月12日から2月15日を会期として開催された。テーマは「あきた鹿角国体2011」、スローガンは「クロスする熱き魂　君のゆめ」。鹿角市でスキー競技が開催されるのは2007年の秋田わか杉国体以来。

#### 実施競技・会場一覧
| 競技名 | 競技名                         | 競技名 | 会場地 | 会場         |
| ------ | ------------------------------ | ------ | ------ | ------------ |
| スキー | ジャイアントスラローム（詳細） |        | 鹿角市 | 花輪スキー場 |
| スキー | スペシャルジャンプ（詳細）     | \|     | 鹿角市 | 花輪スキー場 |
| スキー | コンバインド（詳細）           | \|     | 鹿角市 | 花輪スキー場 |
| スキー | クロスカントリー（詳細）       |        | 鹿角市 | 花輪スキー場 |

## 本大会

### 実施競技・会場一覧
正式競技・公開競技のみ記す。☆印は今回の国体にあわせて新設・改築される常設競技場（名称は仮称）、※は特設競技場。
- 陸上競技（全種別） - ☆維新百年記念公園陸上競技場（山口市）
- 水泳
  - 競泳・水球・シンクロナイズドスイミング - ☆山口きらら博記念公園水泳プール（山口市）
  - 飛込 - 広島市総合屋内プール（広島県広島市東区）
- サッカー
  - 成年男子 - 乃木浜総合公園多目的グラウンド、下関市営下関陸上競技場（下関市）
  - 成年女子 - 山口きらら博記念公園サッカー・ラグビー場、同スポーツ広場（山口市）
  - 少年男子 - 山口県立おのだサッカー交流公園メイングラウンド、同多目的多目的スポーツ広場（山陽小野田市）
- テニス
  - 成年男女 - キリンビバレッジ周南庭球場（周南市）
  - 少年男女 - 岩国市テニスコート（岩国市）
- ボート（全種別） - ※豊田湖ボートコース（下関市）
- ホッケー
  - 成年男女 - 山口きらら博記念公園多目的ドーム（山口市）
  - 少年男女 - 玖珂総合公園人工芝グラウンド（岩国市）
- ボクシング（全種別） - 上関町民体育館（上関町）
- バレーボール
  - 成年男子 - やまぐちリフレッシュパーク総合体育館（山口市）
  - 成年女子 - 山口南総合センター、山口市小郡体育館（山口市）
  - 少年男子 - 宇部市俵田翁記念体育館（宇部市）
  - 少年女子 - ソルトアリーナ防府（防府市）
- 体操（全種別） - 山口県スポーツ文化センター（山口市）
- バスケットボール
  - 成年男女 - ☆下松スポーツ公園体育館（下松市）
  - 少年男子 - キリンビバレッジ周南総合スポーツセンター（周南市）
  - 少年女子 - ソルトアリーナ防府、防府高等学校体育館（防府市）
- レスリング（全種別） - 周南市新南陽体育館（周南市）
- セーリング（全種別） - 山口県スポーツ交流村（光市）
- ウエイトリフティング（全種別） - 海峡メッセ下関（下関市）
- ハンドボール（全種別） - キリンビバレッジ周南総合スポーツセンター、周南市鹿野総合体育館、周南市熊毛体育センター（周南市）
- 自転車
  - トラック - 防府競輪場（防府市）
  - ロード - ※美祢市発着特設ロードレースコース[5]（美祢市・長門市）
- ソフトテニス（全種別） - 宇部マテ“フレッセラ”テニスコート（宇部市）
- 卓球
  - 成年男女 - 萩ウェルネスパーク多目的体育館（萩市）
  - 少年男女 - バタフライアリーナ（柳井市）
- 軟式野球（成年男子） - 山口市スポーツの森西京スタジアム（山口市）、萩スタジアム（萩市）、防府スポーツセンター野球場（防府市）、美祢市民球場（美祢市）、周南市野球場（周南市）、山陽小野田市野球場（山陽小野田市）
- 相撲（全種別） - 下関市豊浦夢が丘スポーツセンター（下関市）
- 馬術（全種別） - 川棚乗馬クラブ（下関市）
- フェンシング（全種別） - 岩国市総合体育館（岩国市）
- 柔道（全種別） - 萩市民体育館（萩市）
- ソフトボール
  - 成年男子 - 長府扇町第2運動広場（下関市）
  - 成年女子 - 下関球場、下関第2球場（下関市）
  - 少年男女 - 宇部市東部体育広場（宇部市）
- バドミントン（全種別） - 光市総合体育館（光市）
- 弓道（全種別） - 山口県弓道場（山口市）
- ライフル射撃
  - CP - 山口県警察学校けん銃射撃場（山口市）
  - CP以外 - つつがライフル射撃場（広島県安芸太田町）
- 剣道（全種別） - ☆山口県立下関武道館（下関市）
- ラグビーフットボール
  - 成年男子 - 維新百年記念公園ラグビー・サッカー場（山口市）
  - 少年男子 - 俵山多目的交流広場（長門市）
- 山岳
  - リード - 山口県セミナーパーククライミング場（山口市）
  - ボルダリング - 山口県セミナーパーク体育館（山口市）
- カヌー
  - レーシング - ※中山湖カヌー競技場（仮称・岩国市）
  - スラローム・ワイルドウォーター - ※阿武川カヌー競技場（仮称・萩市）
- アーチェリー（全種別） - 周防大島町陸上競技場（周防大島町）
- 空手道（全種別） - ながと総合体育館（長門市）
- 銃剣道（全種別） - 町立和木中学校体育館（和木町）
- クレー射撃（全種別） - 熊毛総合射撃場（周南市）
- なぎなた（全種別） - 下関市立大学体育館（下関市）
- ボウリング（全種別） - 下関ロイヤルボウル（下関市）
- ゴルフ
  - 成年男子 - 宇部72カントリークラブ万年池東コース（山口市）
  - 女子 - 宇部72カントリークラブ万年池西コース（山口市）
  - 少年男子 - 山陽国際ゴルフクラブ東コース（山陽小野田市）
- 高校野球（公開競技）
  - 硬式 - ユーピーアールスタジアム（宇部市）
  - 軟式 - ビジコム柳井スタジアム（柳井市）

## 総合成績
天皇杯
1. 山口県 - 2220.5点
2. 東京都 - 2053.5点
3. 愛知県 - 1953.33点

皇后杯
1. 山口県 - 1089.5点
2. 東京都 - 976.5点
3. 岐阜県 - 958.5点

開催県の山口県が天皇杯・皇后杯を獲得した。開催県の天皇杯獲得は2003年のNEW!!わかふじ国体から9年連続（1964年の新潟国体から数えると48年間のうち47大会で開催県が天皇杯を獲得している）だが、山口県は前回開催の第18回大会ではわずか0.4点差で天皇杯を逃しており、悲願の天皇杯獲得となった。

## “きらら山口”スポーツチーム
山口県では、いくつかの競技種目において「きらら山口」または「山口きらら」と名がついた競技団体の結成が行われている。ちなみに「きらら」とは、2001年の山口きらら博開催以来、県内の組織や施設などの名称としてしばしば使用されるようになった語である。
競技大会の開催に際しては、主催自治体にある個人・競技団体の技術力の強化・向上が一層図られる傾向がある。その際には企業が主要な担い手の一つとなってきたが、昨今の実業団チームの相次ぐ廃止に見られるように、不況の影響によって、競技活動を支援するだけの余裕が無くなった企業が多く出てきた。そうしたなか、山口県水泳連盟が主導して結成したチーム「きらら山口」が2009年4月開催のJAPAN SWIM 2009において上位の成績をおさめた（一部は世界水泳ローマ大会の代表に選考）が、このように国体に向けての技術力向上が特定の企業のサポートを受けずになされている事例も見受けられる。